# (366) Vincentina
(366) Vincentina ist ein Asteroid des äußeren Hauptgürtels, der am 21. März 1893 vom französischen Astronomen Auguste Charlois am Observatoire de Nice bei einer Helligkeit von 12 mag entdeckt wurde.
Der Asteroid ist benannt zu Ehren des italienischen Astronomen Vincenzo Cerulli (1859–1927). Die Benennung erfolgte durch den Orbitrechner Giovanni Boccardi (1859–1936), der 1890 am privaten Observatorium Cerullis in Teramo gearbeitet hatte und anschließend an die Observatorien von Catania und Turin ging.

## Wissenschaftliche Auswertung
Eine enge Begegnung von (366) Vincentina mit der etwa doppelt so großen (386) Siegena am 21. Januar 1904 bis auf einen Abstand von 7,66 Mio. km bei einer Relativgeschwindigkeit von 8,8 km/s veranlasste den schwedisch-dänischen Astronomen Svante Elis Strömgren erstmals theoretische Überlegungen anzustellen, um die gegenseitigen Bahnstörungen bei solchen Begegnungen zu berechnen.
Aus Ergebnissen der IRAS Minor Planet Survey (IMPS) wurden 1992 Angaben zu Durchmesser und Albedo für zahlreiche Asteroiden abgeleitet, darunter auch (366) Vincentina, für die damals Werte von 93,8 km bzw. 0,08 erhalten wurden. Eine Auswertung von Beobachtungen durch das Projekt NEOWISE im nahen Infrarot führte 2011 zu vorläufigen Werten für den Durchmesser und die Albedo im sichtbaren Bereich von 94,4 km bzw. 0,08. Nach neuen Messungen mit NEOWISE wurden die Werte 2014 auf 86,4 km bzw. 0,09 korrigiert. Nach der Reaktivierung von NEOWISE im Jahr 2013 und Registrierung neuer Daten wurden die Werte 2015 mit 89,5 km bzw. 0,06 angegeben, diese Angaben beinhalten aber hohe Unsicherheiten.
Eine spektroskopische Untersuchung von 820 Asteroiden zwischen November 1996 und September 2001 am La-Silla-Observatorium in Chile ergab für (366) Vincentina eine taxonomische Klassifizierung als Caa- bzw. Ch-Typ.
Photometrische Messungen des Asteroiden fanden erstmals statt vom 22. September bis 10. November 2001 während fünf Nächten am Sunflower Observatory in Kansas. Aus der aufgezeichneten lückenhaften Lichtkurve wurde eine Rotationsperiode von 15,5 h abgeleitet. Diese Auswertung erwies sich aber als ungenau, denn eine neue Beobachtung vom 11. September bis 23. Oktober 2012 während sieben Nächten an der Sternwarte Belgrad in Serbien erbrachte eine detaillierte Lichtkurve, aus der eine Rotationsperiode von 12,7365 h sicher bestimmt werden konnte.